# Jan Gillisz. Valckenier
Jan Gillisz. Valckenier (Kampen, 1522 - Amsterdam, 1592) handelde in stokvis, die hij importeerde uit Noorwegen. Ook was hij handelsagent van de Deense koning in Amsterdam. 
Hij woonde eerst in Noorwegen en vanaf 1557 op de Oudezijds Voorburwal 57, in het pand genaamd De twee valken. Hij was de stamvader van de Amsterdamse tak van de familie Valckenier en had negen kinderen bij zijn vrouw Maria Tengnagel. Zijn oudste zoon Gillis Jansz. Valckenier (1550-1613) was raad bij de Admiraliteit en kapitein in de schutterij. Deze had 16 kinderen bij zijn vrouw Clara Pauw, een zuster van Reynier Pauw; zes stierven jong.
Hij was in 1564 een van de zeventig ondertekenaar van de Doleantie, een bezwaarschrift van welgestelde Amsterdamse burgers tegen bestuurlijke misstanden, begunstiging van familieleden en corruptie binnen het stadsbestuur.